# Chalco de Díaz Covarrubias
Chalco de Díaz Covarrubias, eller bara Chalco, är en stad i centrala Mexiko, och administrativ huvudort i kommunen Chalco, belägen i delstaten Mexiko. Staden ingår i Mexico Citys storstadsområde och har cirka 168 720 invånare, med totalt cirka 310 000 invånare i hela kommunen.

## Galleri

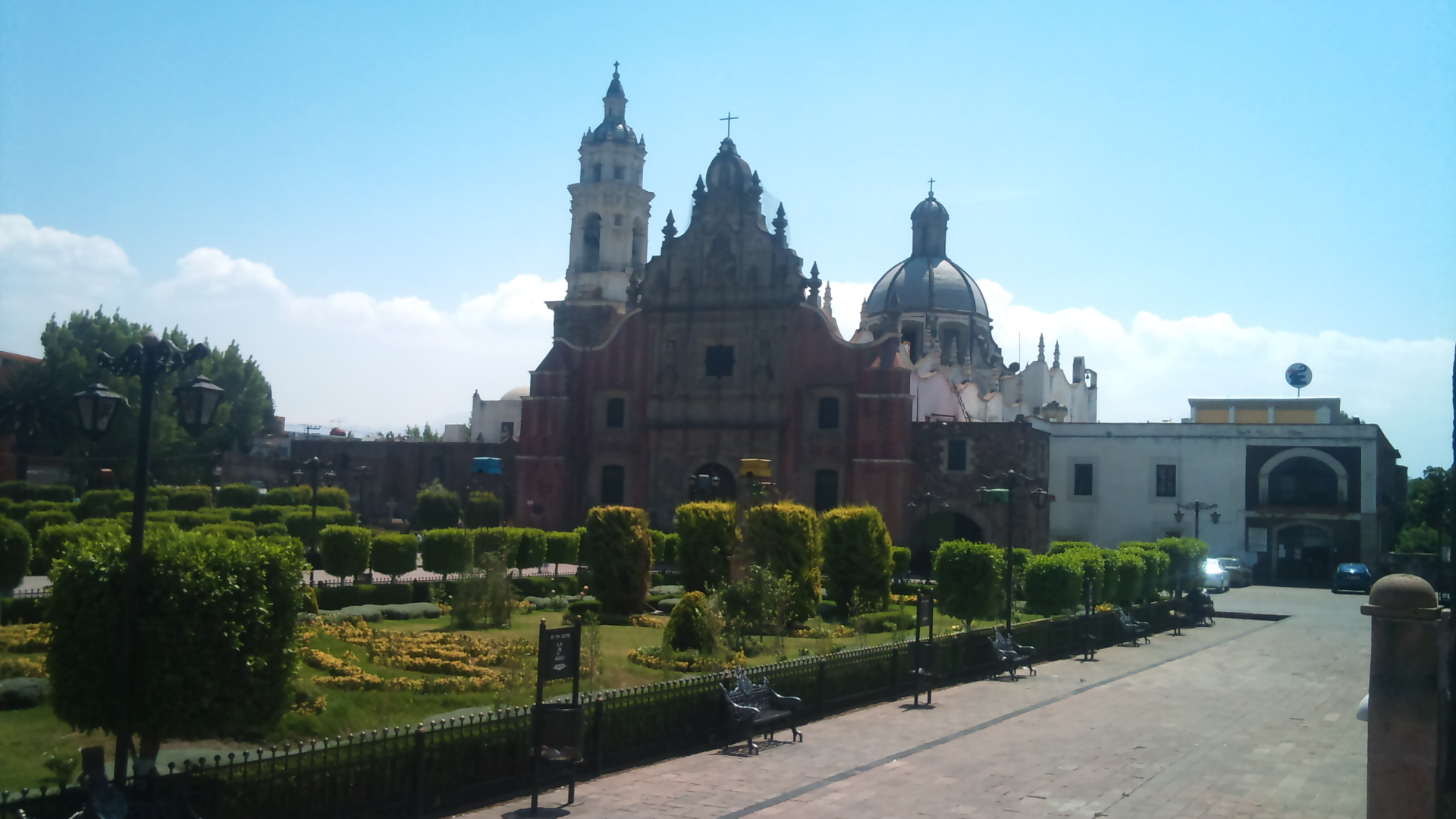
Iglesia Princípal.
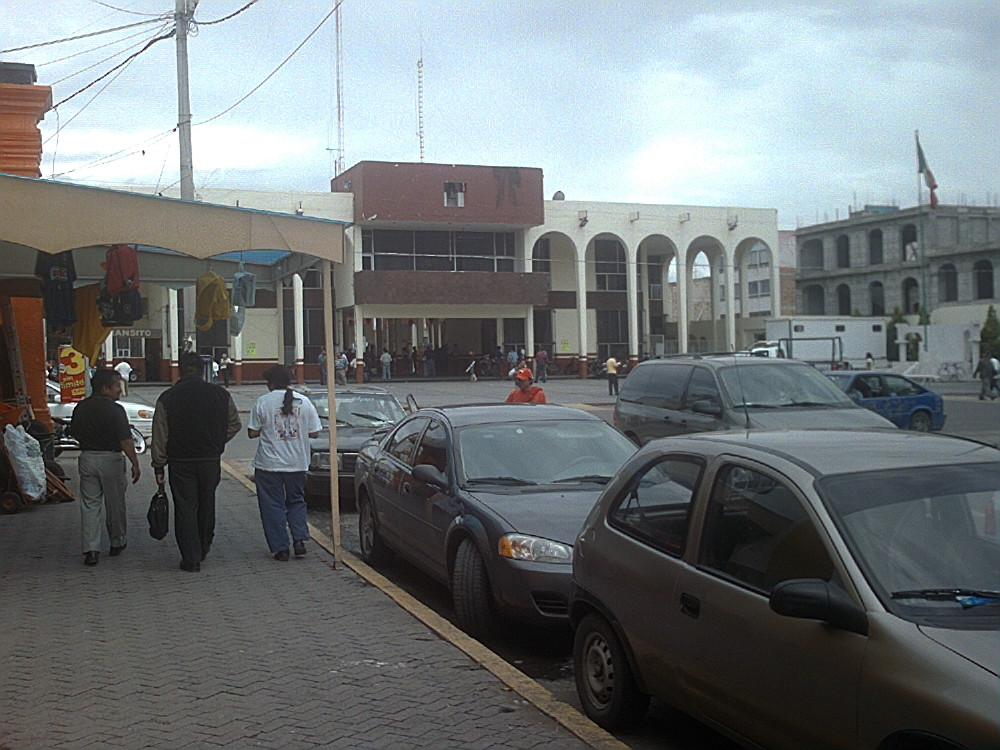
Centralt.
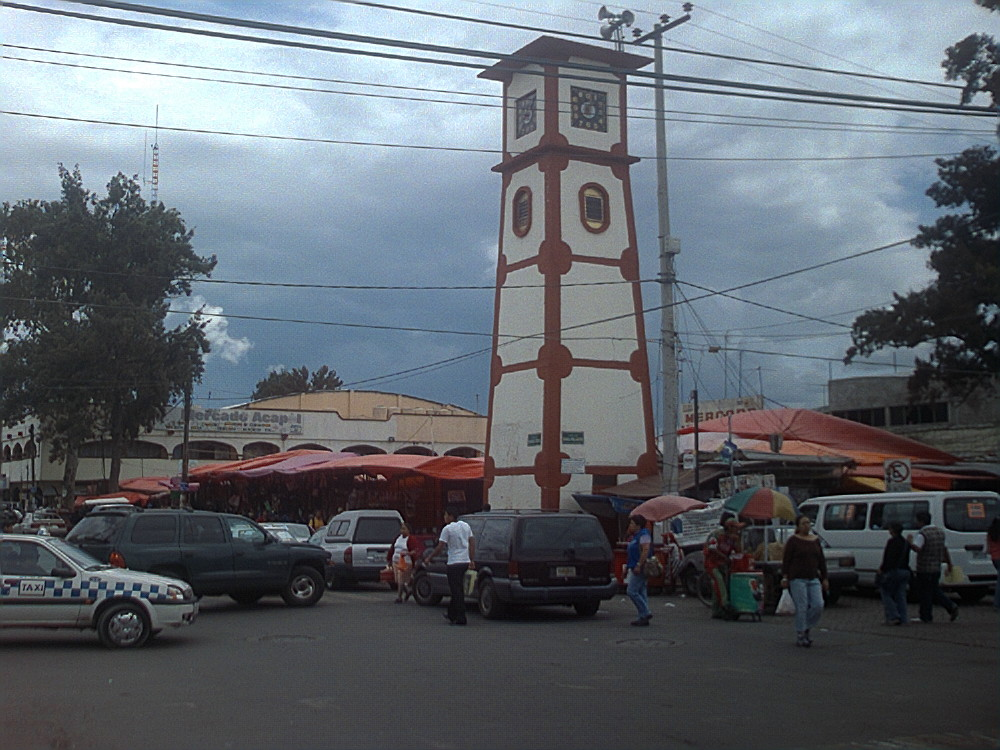
Ett torg och en marknad.
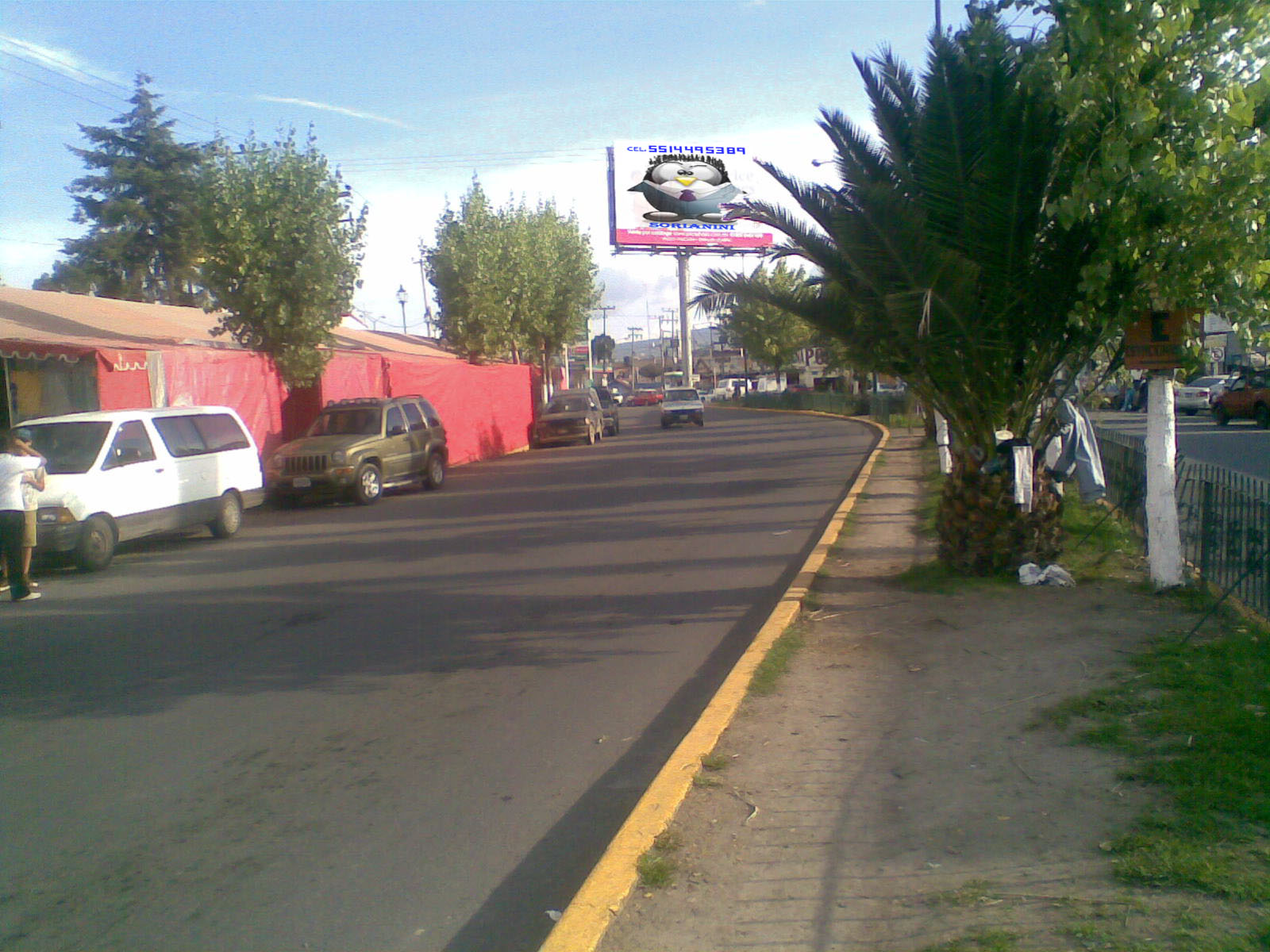
En gata centralt.
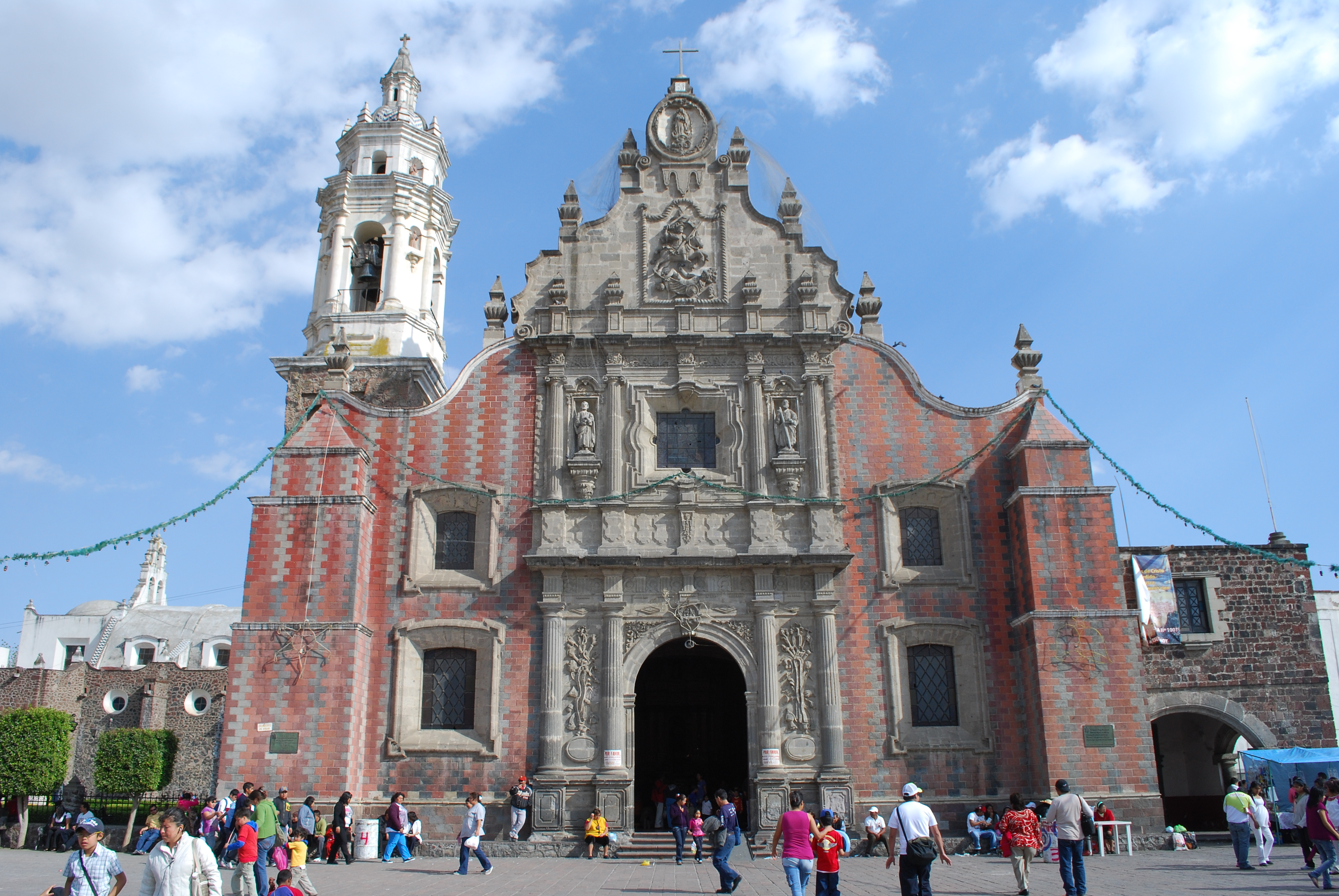
Kyrka, fasad.